# Jelena Sobolewa
Jelena Władimirowna Sobolewa, ros. Елена Владимировна Соболева, (ur. 3 sierpnia 1982 w Briańsku) – rosyjska lekkoatletka, specjalizująca się w biegach średniodystansowych (głównie 1500 metrów).
Tydzień przed rozpoczęciem igrzysk olimpijskich w Pekinie Międzynarodowe Stowarzyszenie Federacji Lekkoatletycznych (IAAF) wykluczyło ze startu Jelenę Sobolewą i sześć innych reprezentantek Rosji (biegaczki – Tatiana Tomaszowa, Julija Fomienko, Swietłana Czerkasowa i Olga Jegorowa, mistrzyni Europy w rzucie dyskiem Daria Piszczalnikowa oraz była rekordzistka świata w rzucie młotem Gulfija Chanafiejewa) za manipulacje z próbkami przeznaczonymi do badań dopingowych. Wszystkie zawodniczki zostały zawieszone i nie mogły wystartować w Letnich Igrzyskach Olimpijskich 2008.
22 lipca 2009 ogłoszono anulowanie wszystkich rezultatów Sobolewej uzyskanych od 26 kwietnia 2007 (w tym m.in. odebranie wicemistrzostwa świata 2007 oraz złotego medalu halowych mistrzostw świata 2008) oraz dyskwalifikacje zawodniczki do 30 kwietnia 2011.

## Sukcesy
| Rok  | Zawody                                         | Miasto   | Miejsce | Konkurencja    |
| ---- | ---------------------------------------------- | -------- | ------- | -------------- |
| 2005 | Mistrzostwa Świata w Lekkoatletyce 2005        | Helsinki | 4.      | Bieg na 1500 m |
| 2006 | Halowe Mistrzostwa Świata w Lekkoatletyce 2006 | Moskwa   | 2.      | Bieg na 1500 m |
| 2006 | Mistrzostwa Europy w Lekkoatletyce 2006        | Göteborg | 4.      | Bieg na 1500 m |

## Rekordy życiowe
Stadion
- Bieg na 800 m – 1:57,28 (2006)
- Bieg na 1500 m – 3:56,43 (2006)
- Bieg na 3000 m – 8:55,89 (2005)

Hala
- Bieg na 800 m – 1:58,53 (2006)
- Bieg na 1000 m – 2:32,40 (2006)
- Bieg na 1500 m – 3:58,28 (2006) – do 2014 roku halowy rekord świata, 4. wynik w historii światowej lekkoatletyki